# Turó de Pradal
El Turó de Pradal és una muntanya de 1.943 metres que es troba al municipi de Les Valls de Valira, a la comarca de l'Alt Urgell.